# Conu Leonida față cu reacțiunea
Conu Leonida față cu reacțiunea este o comedie a dramaturgului Ion Luca Caragiale, publicată în „Convorbiri literare”, XIII (1880), nr. 11  .

## Subiectul
Piesa șarjează pe micul funcționar la pensie, etern de partea puterii, care dorește republica pentru a avea pensie și leafă, și nu concepe revoluția decât cu aprobarea autorităților („Câtă vreme sunt ai noștri la putere, cine să stea să facă revoluție?“). Amețit de demagogia pseudoliberală, Leonida a auzit de „Galibardi“ și cei o mie de „volintiri“ ai lui și crede că papa, „iezuit aminteri nu prost“, a convins pe Garibaldi să-i boteze un copil. Clasice sunt explicațiile împărtășite de Leonida soției sale Efimița, privitoare la ipohondrie: 
„Omul, bunioară, de par egzamplu, dintr-un nu știu-ce ori ceva, cum e nevricos, de curiozitate, intră la o idee; a intrat la o idee? fandacsia e gata; ei! și după aia, din fandacsie cade în ipohondrie. Pe urmă, firește, și nimica mișcă.”
Deși amândoi constată că s-au înșelat luând o petrecere de lăsata-secului, la care Ipingescu „chiuia și trăgea la pistoale“, drept mișcare de stradă, nici unul nu-și modifică atitudinea, Leonida pledând mai departe în atoateștiutor, iar Efimița admirând mai departe priceperea lui: 
„Ei, bobocule, apoi cum le știi dumneata toate, mai rar cineva!”
Piesa este o demonstrație a dorinței unui om de a fi în rând cu lumea, dorință dublată de incapacitatea de a înțelege cele petrecute. Faptul că eroul principal este semidoct și depășit de situație poate fi observat din faptul că nici măcar nu folosește numele corect al eroului pe care îl admiră.